# Cratere Canthus
Canthus è un cratere sulla superficie di Febe.